# ペギー・キャッスル
ペギー・キャッスル（Peggie Castle,  1927年12月22日 - 1973年8月11日）は、アメリカ合衆国の女優である。

## 来歴
1927年、バージニア州のアパラチアに生まれる。もともとはブレアという苗字だったが、同名の女優がいた為、キャッスルという苗字に変更した。8才の頃から演劇のレッスンを受け、ラジオでキャリアを始めた。その後、ハリウッドへ渡って、ビバリーヒルズのレストランでウェイトレスとして働いていた時にスカウトされ、ユニバーサル映画と7年間契約を結ぶ。1947年にペギー・コール名義で主演した『When a Girl's Beautiful』で映画デビュー。1950年頃からは出演作品が増え、テレビシリーズへも進出。30分の西部劇ドラマ『連邦保安官』では、主要キャストのリリー・メリル役で105エピソードへ出演して人気を博した。

### 死去
晩年はアルコール依存症を患い、1973年8月11日に自宅アパートで死去。後に死因は肝硬変であったとされている。

## 出演作品

### 映画
- When a Girl's Beautiful (1947)
- 我輩は新入生 Mr. Belvedere Goes to College (1949) ※ノークレジット
- Outside the Wall (1950) ※ノークレジット
- Woman in Hiding (1950)
- 海の無法者 Buccaneer's Girl (1950)
- 黄昏の惑い Payment on Demand (1951)
- Air Cadet (1951)
- 盗賊王子 The Prince Who Was a Thief (1951)
- The Golden Horde (1951)
- Harem Girl (1952)
- Wagons West (1952)
- 原爆下のアメリカ Invasion, U.S.A. (1952)
- カウボーイ魂 Cow Country (1953)
- Son of Belle Starr (1953)
- I, the Jury (1953)
- ギャングを狙う男 99 River Street (1953)
- Overland Pacific (1954)
- イエロー・トマホーク The Yellow Tomahawk (1954)
- 指紋なき男 The Long Wait (1954)
- Jesse James' Women (1954)
- The White Orchid (1954)
- 死刑か裏切か Finger Man (1954)
- 復讐に来た男 Tall Man Riding (1955)
- Two-Gun Lady (1955)
- 攻撃目標零 Target Zero (1955)
- 雨の夜の慕情 Miracle in the Rain (1956)
- 殴り込み大平原 Quincannon, Frontier Scout (1956)
- The Oklahoma Woman (1956)
- 贋札団急襲 The Counterfeit Plan (1957)
- 地獄の分れ道 Hell's Crossroads (1957)
- 世界終末の序曲 Beginning of the End (1957)
- Back from the Dead (1957)
- Arrivederci Roma (1957)

### テレビドラマ
- Fireside Theatre (1952 - 1954)
- ザ・ミリオネア The Millionaire (1956)
- Our Miss Brooks (1956)
- シャイアン Cheyenne (1956, 1957)
- Zane Grey Theater (1956)
- ガンスモーク Gunsmoke (1957)
- ペリー・メイスン Perry Mason (1957)
- テキサン The Texan (1958)
- サンセット77 77 Sunset Strip (1958)
- レストレス・ガン The Restless Gun (1958, 1959)
- 私立探偵マイク・ハマー Mike Hammer (1959)
- Markham (1959)
- 連邦保安官 Lawman (1959 - 1962)
- 縮小人間ハンター World of Giants (1959)
- バージニアン The Virginian  (1966)